# Centrale Galileïstraat
De warmte-krachtcentrale aan de Galileïstraat in Nieuw-Mathenesse (Rotterdam) is in het bezit van E.ON. Sinds 1988 levert deze STEG-centrale, nood-elektriciteit aan het landelijk 150 KV-net en warmte aan het distributiebedrijf van Eneco in Rotterdam aan de gemeenten Rotterdam en Capelle aan den IJssel.
In 2014 is de centrale omgebouwd waarmee het niet meer in staat is om elektriciteit te produceren. Het levert nu nog enkel warmte via de transportleiding 'Leiding over Noord' naar Rotterdam en Cappelle aan den IJssel.